# Csonkatorony (Csíkszenttamás)
Koordináták: é. sz. 46° 33′ 49″, k. h. 25° 46′ 12″46.563622°N 25.769928°E

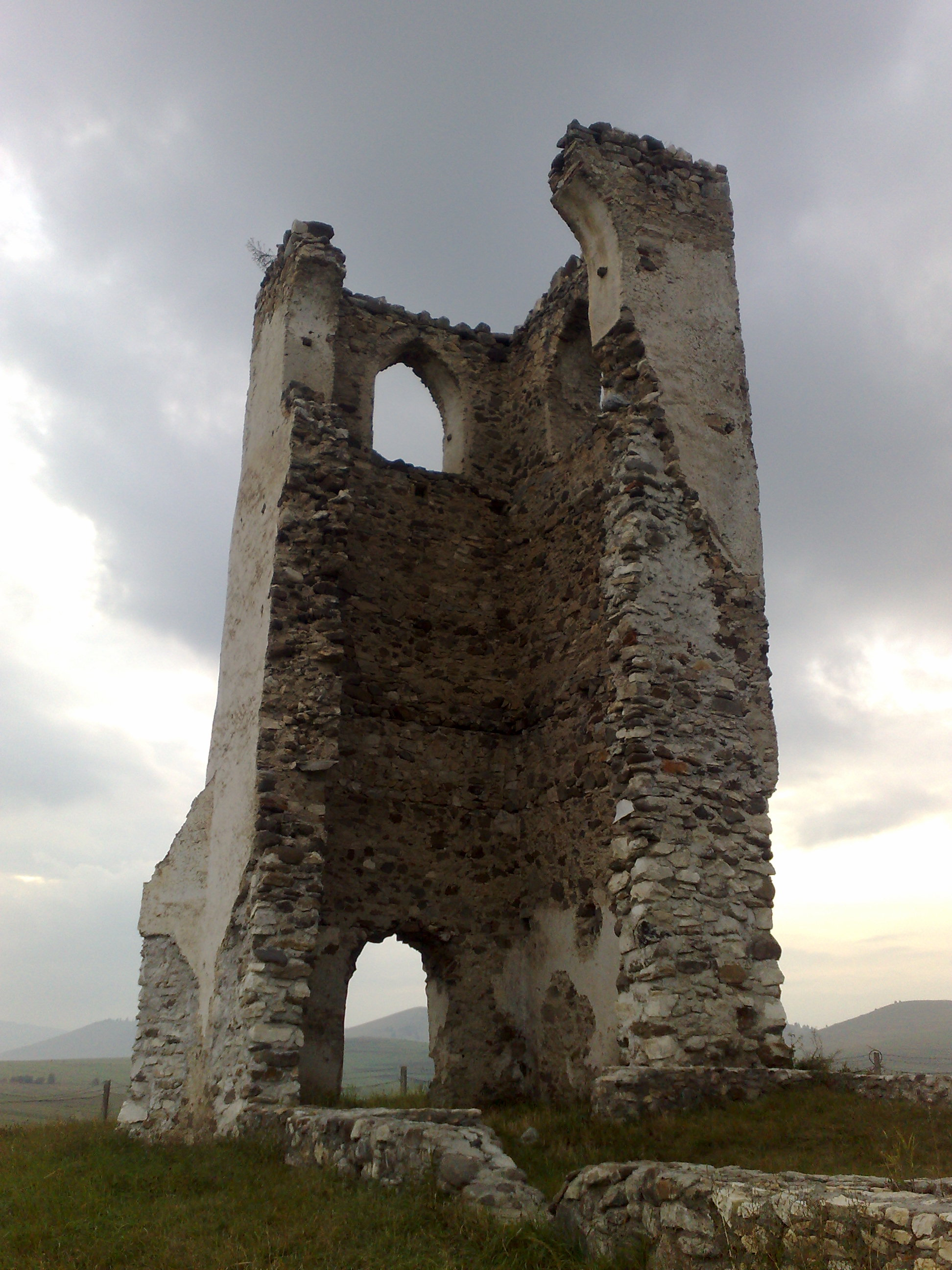
A Csonkatorony

A Csonkatorony egy templomrom Székelyföldön, Erdélyben, Romániában.
A Csonkatorony Csíkszenttamás középkorban épült templomának megmaradt romjai, amely a falutól nyugati irányba húzódó dombháton található. A terméskőből égetett, mész segítségével épült templomtorony a gótika stílusának jellemvonásait viseli magán, ami észrevehető a csúcsíves ajtó-, valamint ablakkereteken. A hosszú idővel küszködő, még elég nagy magasságban álló torony mellett még láthatók az egykori egyhajós, poligon záródású, külön szentéllyel rendelkező templom alapfalai. A templom megmaradt romjai körül, a dombháton még napjainkban is üzemelő és használatban lévő temető van. Nem is olyan régen régészeti ásatásokat kezdtek el a régebbi Szenttamás ezen értékének erősebb megismerése céljából.